# Maxim Nikolajewitsch Bez
Maxim Nikolajewitsch Bez (russisch Максим Николаевич Бец; * 31. Januar 1974 in Tscheljabinsk, Russische SFSR) ist ein ehemaliger russischer Eishockeyspieler, der während seiner aktiven Karriere unter anderem für die Mighty Ducks of Anaheim in der National Hockey League gespielt hat. 

## Karriere
Maxim Bez begann seine Karriere als Eishockeyspieler in seiner Heimatstadt beim HK Traktor Tscheljabinsk, für den er in den Relegationsspielen am Ende der Saison 1990/91 sein Debüt in der sowjetischen Wysschaja Liga gab. Anschließend wechselte er zu den Spokane Chiefs, die ihn beim CHL Import Draft 1992 als 26. Spieler ausgewählt hatten und für die er die folgenden beiden Jahre in der kanadischen Top-Juniorenliga Western Hockey League verbrachte. In diesem Zeitraum wurde er zudem im NHL Entry Draft 1993 in der zweiten Runde als insgesamt 37. Spieler von den St. Louis Blues, die den Angreifer am 21. März 1994 an ihren Ligarivalen Mighty Ducks of Anaheim abgaben, für den er in drei Spielen punkt- und straflos blieb. In den folgenden beiden Spielzeit stand der Linksschütze für Anaheims Farmteams, die Worcester IceCats und Baltimore Bandits aus der American Hockey League, die San Diego Gulls aus der International Hockey League sowie die Raleigh IceCaps aus der East Coast Hockey League, auf dem Eis. 
Im Sommer 1996 kehrte Bez in seine russische Heimat zurück, in der er in den folgenden sechs Jahren für je eine Spielzeit bei den Erstligisten HK ZSKA Moskau, HK Traktor Tscheljabinsk, HK Metschel Tscheljabinsk, HK Metallurg Magnitogorsk, erneut Metschel Tscheljabinsk und schließlich Sewerstal Tscherepowez in der Superliga aktiv war, wobei er in der Saison 1999/2000 mit Metallurg Magnitogorsk die European Hockey League gewann, nachdem er sich im Finale mit seiner Mannschaft gegen den HC Sparta Prag aus der tschechischen Extraliga durchsetzte. In der Saison 2002/03 spielte der Russe für Molot-Prikamje Perm und Krylja Sowetow Moskau in der Superliga. Daraufhin kehrte der ehemalige NHL-Spieler erneut zum HK Metschel Tscheljabinsk, der in der Zwischenzeit in die zweitklassige Wysschaja Liga abgestiegen war, zurück. Die Saison 2005/06 beendete er allerdings bei deren Stadtrivalen Traktor Tscheljabinsk, mit dem ihm der Aufstieg in die Superliga gewann. Der Linksschütze wechselte im Sommer 2006 zum kasachischen Meister Kasachmys Satpajew, mit dem er in der Saison 2006/07 parallel am Spielbetrieb der Wysschaja Liga, sowie der Kasachischen Eishockeymeisterschaft teilnahm und Kasachischer Pokalsieger wurde. Die Saison 2007/08 verbrachte Bez erneut bei Metschel Tscheljabinsk in der Wysschaja Liga, ehe er im Sommer 2008 von deren Ligarivalen Gasprom-OGU Orenburg verpflichtet wurde, für den zwei Spielzeiten absolvierte und im Anschluss seine Karriere beendete.

### International
Im Juniorenbereich nahm Bez für Russland an der U18-Europameisterschaft 1992 und der U20-Weltmeisterschaft 1994 teil, wo er jeweils die Bronzemedaille gewann. Mit der russischen Herrenauswahl nahm er an der Euro Hockey Tour 1999/2000 teil.

## Erfolge und Auszeichnungen
- 2000 European-Hockey-League-Gewinn mit dem HK Metallurg Magnitogorsk
- 2006 Aufstieg in die Superliga mit dem HK Traktor Tscheljabinsk
- 2007 Kasachischer Pokalsieger mit Kasachmys Satpajew

### International
- 1992 Bronzemedaille bei der U18-Junioren-Europameisterschaft
- 1994 Bronzemedaille bei der Junioren-Weltmeisterschaft